# Bugsnax
Bugsnax è un videogioco indipendente del 2020 sviluppato da Young Horses. Distribuito per Microsoft Windows e macOS sull'Epic Games Store, il gioco è uno dei titoli di lancio della PlayStation 5.

## Modalità di gioco
Il gameplay consiste nel catturare creature presenti nel gioco, denominate Bugsnax.

## Sviluppo
I creatori di Bugsnax hanno citato tra le fonti di ispirazione del gioco Pokémon Snap, Ape Escape e Dark Cloud. Il tema principale del gioco è composto dal gruppo indie pop britannico Kero Kero Bonito.